# Monstrotyphis pauperis
Monstrotyphis pauperis is een slakkensoort uit de familie van de Muricidae. De wetenschappelijke naam van de soort is voor het eerst geldig gepubliceerd in 1916 door Mestayer.